# Santuario di Yoshino

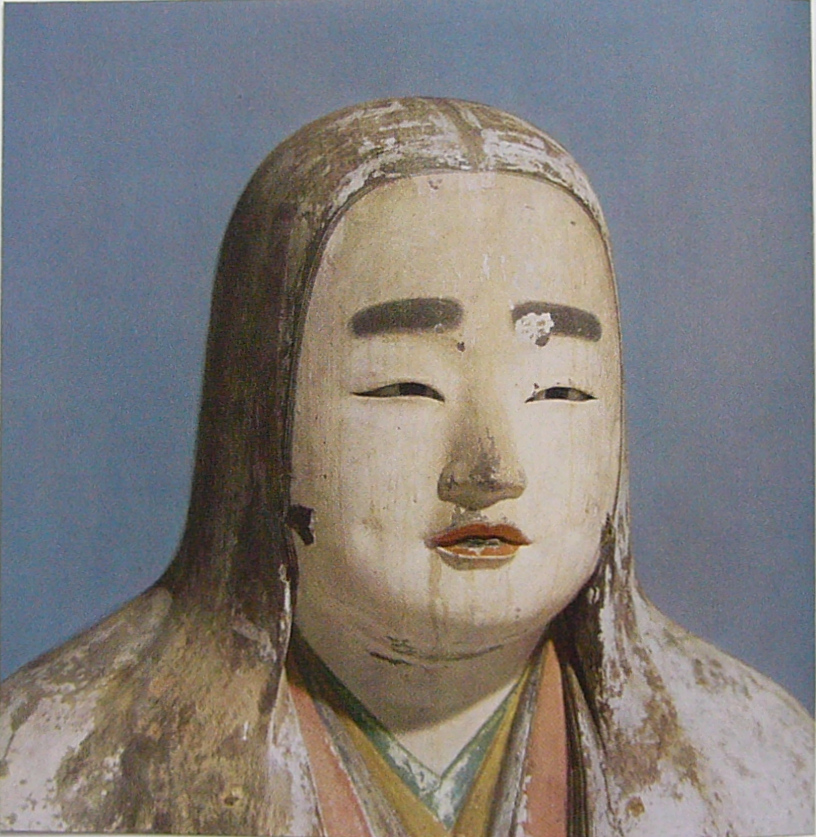
Tamayori-hime (principessa Tamayori)

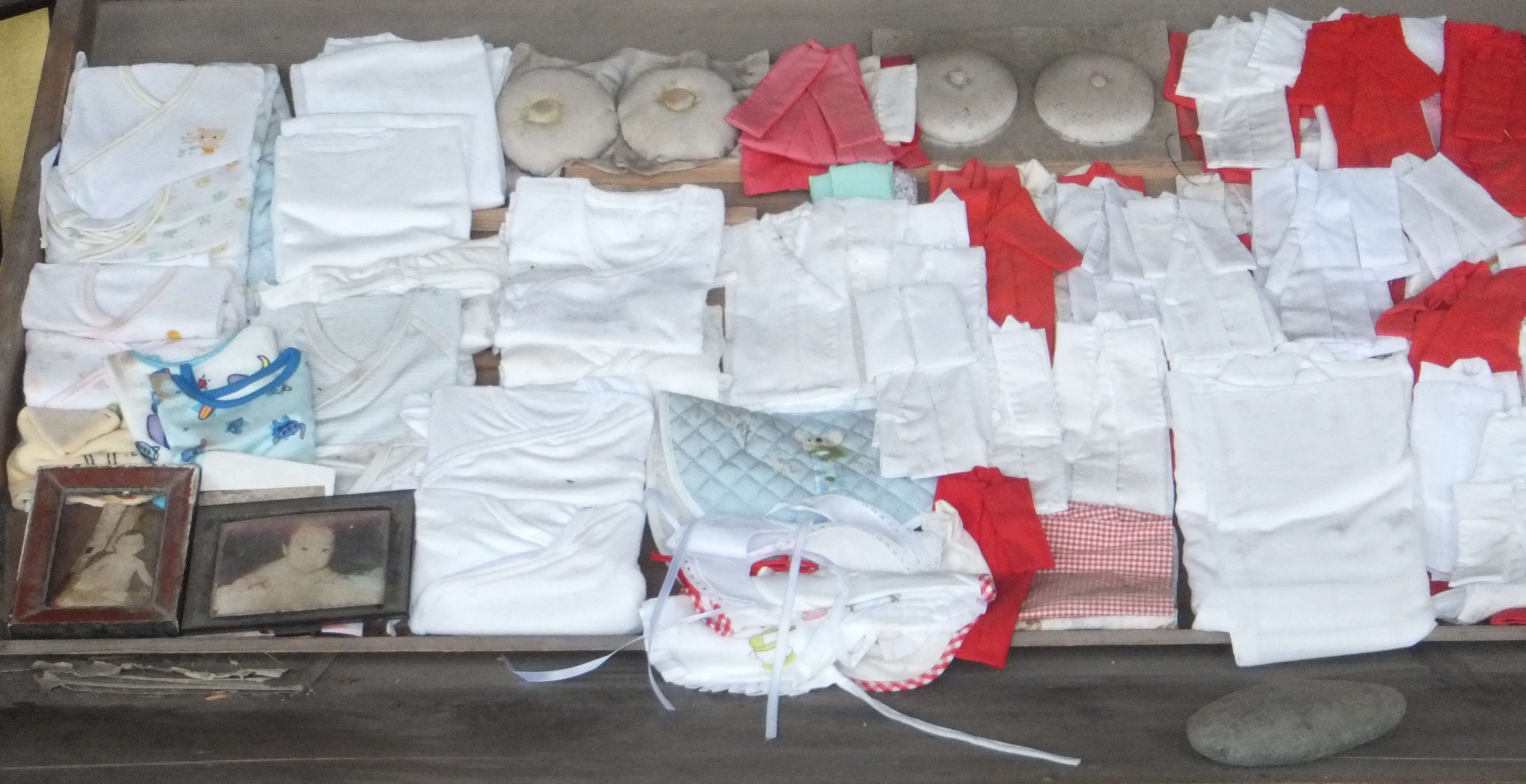
Offerte votive

Il Santuario di Yoshino (吉野水分神社?, Yoshino Mikumari-jinja) è un tempio scintoista situato sul Monte Yoshino nel distretto di Yoshino, prefettura di Nara, in Giappone.  É associato all'imperatore Go-Daigo.
Il santuario è dedicato a mikumari , una donna kami shintoista associata all'acqua, alla fertilità e al parto sicuro. Il santuario di Yoshino è uno dei quattro importanti santuari mikumari nell'ex provincia di Yamato. Ospita anche sei kami più o meno imparentati con mikumari (Takami-musubi-no-kami, Sukuna-hiko-no-kami, Mikogami, Ama-tsu-hiko-hi-no-ninigi-no-mikoto], Tamayori-hime-no-mikoto e Yorozu-hata-toyo-akitsushi-hime-no-mikoto). Una statua in legno della divinità Tamayori hime è considerata Tesoro nazionale del Giappone.
Gli edifici odierni risalgono al 1605, quando Toyotomi Hideyori ricostruì il santuario, poiché suo padre Toyotomi Hideyoshi aveva pregato in questo punto per avere un figlio e un successore. La sala principale (honden), un importante bene culturale, è una struttura insolita lunga 9 ken e larga 2 ken. Costruito in stile nagare-zukuri, ha tuttavia al centro un'unità ken 1 x 1 indipendente in stile kasuga-zukuri. I tre edifici risultanti giacciono tutti sotto lo stesso tetto, che ha tre lucernari frontoni.
Nel 2004 è stato designato come parte del patrimonio dell'umanità dell'UNESCO con il nome di Siti sacri e vie di pellegrinaggio nella catena montuosa di Kii.